# Псеће срце
Псеће срце (рус. Собачье сердце) је роман руског писца Михаила Булгакова. Сатира Новог совјетског човека написана је 1925. на врху НЕП периода, када је комунизам слабио у Совјетском Савезу. Она се генерално тумачи као алегорија комунистичке револуције и као „погрешан покушај револуције да се човечанство радикално промени.” Његово објављивање је првобитно било забрањено у Совјетском Савезу, али циркулисао је у самиздату. Званично је објављен у Русији 1987. године. То је једна од Михаил Булгакових најомиљенијих прича која истиче пса луталицу који се зове Шарик који поприма људски облик. Представља аљкаву и нарцисоидну инкарнацију Новог совјетског човека. Роман је постао културни феномен у Русији и предмет критичке расправе. Написан је на руском и италијанском језику и потом адаптирана на енглески језик као игра и опера.

## Позадина
Књига је била одбијена за објављивање 1925. делом и због утицаја Лав Камењева, једног од водећих функционера cтранке. Булгаков је касније написао представу на основу приче 1926. годинe за Московско уметничко позориште. Међутим, представа је отказана након што су рукописи и копије конфисковани од стране тајне полиције, или ОГПУ-а. На крају је Максим Горки интервенисао да се рукопис врати.
Прича има сличности са Фаустом, Франкенштајном и Острвом доктора Мороа. Објављена је у Совјетском Савезу тек 1987. годинe, више од 60 година након његовог краја, али је раније била доступна руским читаоцима као самиздат. Објављена је на енглеском 1968. године, од стране Харвил преса, у преводу Мичаела Гленија.
Прави животни прототип за професора Преображенскија могуће да је био руски хирург Серж Вороноф. Он је био познат по експериментима са имплантацијом људских тестиса са животињским и штитних жлезда, мада су постојали и други који су радили сличан посао.

## Заплет
Москва, 1924. Док је био у потрази за неким смећем, једног зимског дана пса луталицу је пронашао кувар и хтео да га слува у кључалој води. Лежаћи усамљен на пролазу врата, преплављен у самосажаљењу, пас је чекао свој крај. На његово изненађење, хирург Филип Филипович Преображенски (чије име значи „онај који трансформише или трансфигурше”) стиже и нуди псу комад кобасице. Пресрећан, пас прати Филипа до његовог стана и ту добија име Шарик. То је било иронично, јер 'Шарик' се користи да опише размажено обично чистокрвног пса.
У кући, Шарик је упознавао доктор Преображенсково домаћинство, које је укључивало доктора Ивана Арнолдович Борментала, професоровог студента и штићеника и две женске слушкиње Зинајде Прокофевну и Дарју Петровну Иванову. Упркос професоровим анти-комунистичким ставовима, његов чест медицински третман, вођством РЦП-а, га је чинио недодирљивим. Као резултат тога, он је одбијао да смањи свој седмособни стан и третирао бољшевике, у комитету на челу са Счводером, са отвореним презиром. Импресионирани његовим новим господаром, Шарик лако стаје у улогу „пса за господу”.
Након неколико дана, један од слуга почиње да шета Шарика кроз Москву. Дотеран у својој новој крагни, Шарик је био равнодушан за псе луталице које су пролазили мимо њега. Након побољшања професоровог здравља, професор на крају открива своје праве намере за Шарика. Како је лабораторија била спремна, он наређује да Шарик буде закључан у купатилу.
Шарик, који је кипео, кује заверу како да поново уништити професора. Врата се отварају и Шарика почну вући за врат до лабораторије. Био је под седативима и операција је могла да почне. Како је Борметаил помагао, професор је почео да извршава трепамацију Шарикове лобање и да му даје људску хипофизу. Шариков торзо је био отворен и ту су му дати људски тестиси. Ови органи су сечени били од Клим Григоријевича Чугункина- убијеним у тучи рецидивистичких лопова, алкохоличара и насилника. И само поновљене ињекције адреналина спречиле су смрт пса на операционом столу.
Прича се мења из Шарикове перспективе у перспективу Борментаила уз белешу о случају, а онда коначно до перспективе треће особе.
Након операције, током недеље, домаћинство се запрепастило као се Шарик почео претварати у невероватно запуштеног и на први поглед примитивног човека. Након изградње савеза са Счвондером, бивши пас потврђује апсурдни рад под називом „Полиграф Полиграфович Шариков”.
Професор и Блументал стрпљиво покушавају да науче Шарика основне ствари. Уместо тога, Шариков се руга реликвији диктатуре. Он инсистира да је боље да се понаша „природно”. Као резултат тога, Шариков псује пред женама, одбија да се обрије, облачи и једе као потпуни слоб.
У међувремену, Шариков постепено претвара професоров живот у пакао. Једног дана, он је случајно окреће славину док јури мачку. Закључаних врата купатила и у немогућству да их откључа, цео стан је био поплављен. Касније буде ухваћен како покушава да сексуално злоставља једну од женских слушкиња. Бесан, Блументал више пута удара Шарика и присиљава га да се извини. Бесан Шариков напушта стан и одлази на неколико дана.
Касније, Блументал моли професора да добије дозволу да убије Шарика са дозом арсена, називајући га „човком са срцем пса”. Професор је био ужаснут и наредио Блументалу да не „клевети пса”. Објашњава да су делови људског тела, који су били од пијанца, бескућника са бољшевичким симпатијама, одговорни за све Шарикове недостатке. Борментал онда предлаже да доктор понови операцију, користећи тело генија. Професор поново одбија, објашњавајући да је је операција требало да побољша људску расу. Разбијених бивших веровања, професор признаје да било која жена, ниске класе, може да роди генија и да је еугеника стога губљење времена. У закључку, професор одбија да да дозволу за Шариково убиство или да врши операцију, која би га лако убила.
Убрзо након тога, Шарик се враћа објашњавајући да му је одобрен посао од стране Совјетске државе. Проводио је дане тако што је давио мачке. Партија, каже он, претвара их у јефтине бунде за радничку класу. Убрзо Шарик доводи кући жену сарадника, које је признаје професора као свог супруга.
Уместо да имају своју собу, како је Шарик захтевао, професор узима жену по страни и објашњава да је Шарик, као производ лабораторијског експеримента, пошао наопако. Жена је рекла да Шарик био повређен од борбе са адмиралом Белих Александром Колчаком, у Сибиру. Након сазнања истине, она оставља домаћинство у сузама. Препун мржње, Шариков се заклиње да ће јој обезбедити отказ. Опет Блументал је пребио Шарика и натерао га да обећа да неће радити ништа слично.
Наредног дана, високи званичник странке, стрпљив и добар пријатељ професора Преображенског, Петар Александрович стиже и обавештава професора да га је Шарик одао тајној полицији, или ЧEKA. Објашњавајући да се ништа неће десити са њим због државног неповерења у Шарика, званична партија одлази. Када се Шариков вратио, професор и Блументал су му наредили да трајно напусти стан. Уместо тога, Шарик одбија и привлачи револвер. Разбеснели, професор и Блументал су кренули да га нападају.
Те ноћи, злокобан тишина владала је у стану и светла су остала упаљена много након што се отишло да се спава. У данима који су следили, професор и Блументал изгледали су много опуштенији него у било које време пре доласка Шарика. Коначно, полиција је дошла у пратњи од стране Счвондера.
Имајући налог за претрес, они захтевају да професор и Блументал дају Шарика на хитно хапшење. Без трептаја, професор наређује Борменталу да позове Шарика, који се мења назад у пса. Професор објашњава промену као природни феномен, иако им је било очигледно да су они можда једноставно преокренули операцију. Полиција је пошла натраг увидећи апоплектичног Шарика.
Као последица, потпуно као пас, Шарик блажено наставља свој статус као пас за господу. Међутим, у окончању књиге описује се професор како доноси кући људски мозак и уклања хипофизу. Ово можда указује да Шарик задржава неке успомене на своје време као човек, или да је Филип намеравао да спроведе сличан експеримент.

## Теме
Роман је тумачен и као сатиру на рачун комунистичких покушаја да се створи Нови совјетски човек и као критика еугенике. Општеприхваћено тумачење је да је Булгаков покушавао да покаже све недоследности система у којем је Шарик, као човек са интелигенцијом пса, могао постати важан део. Шарик се представља као „реинкарнација одбојног пролетера”, а професор представља „хиперболичну визију буржоаског сна”, према Џ.A.E. Кертису.
Имена су била уочљиво схваћена у причи. Преображенски, име, потиче од руске речи за „преображења”. „Шарик” је заједнички назив за све псе у Русији.
Име и патронимик „Полиграф Полиграфович” подсећа на традицију бесмислених, двоструких имена у руској литератури која сежу до Николаја Гогоља, јунака Akakii Akakievich у „Шињелу”. Име је такође сатира о новим именовању конвенција у раном Совјетском Савезу. Ипак, назив је одабран према старој руској традицији за „светодавни календар”, са именданом Полиграфа, 4. марта.
Име даваоца људских имплантата, алкохоличара и скитнице, је Чугункин („чугун” је ливено гвожђе) који се може посматрати као пародија на име Стаљина („Стал” је челик).

## У популарној култури
Комична опера, Убиство друга Шарика, Вилијама Бергсма (1973), заснива се на деловима приче. Прича је режирана на италијанском 1976. године као Cuore di cane у којој је глумио Макс фон Сидоу као Преображенски.
Веома популаран 1988 совјетски филм, Sobachye Serdts, је режиран (у сепији) од стране Владимира Борткоа. Главне секвенце у филму су биле из неприродно ниске тачке гледишта пса.
У 2007. години, Guerilla Opera извела је премијеру „Псеће срце” као нова опера у саставу Рудолфа Ројахна, у режији Сали Стункел. У 2010. години, другу је режирао Копелан Вудруф.
У 2010. De Nederlandse Opera извела је премијеру „Псеће срце” као нове оперу у саставу Александаа Раскатова, у режији Симон ЕмСиБурнеија. Поново је изведена од стране Opéra de Lyon у јануару 2014. године.
У марту 2011. године, „Псеће срце” ппредстављен је на Универзитету у Лидсу, у режији Џејмса Ахеарне и Беаумонта.
Нова музичка адаптација „Псећег срца” је развијена у Аустралији и премијерно је приказана у мају. Написана од стране Џим ЕмСиГратха, састављена од Марка Робертсона и режиран од стране Ника Бирна.

## Грешке при преводу
У Мајкл Гленијевом енглеском преводу, када Преображенски пита Шарика шта су он и његови сарадници радили са мртвим мачкама, он одговара: „Они иду у лабораторију, где су их преправили у протеин за раднике”. У оригиналном руском тексту (као и у Владимир Бортковом филму) Шариков одговор је био: „Они ће бити крзнене огрлице на капутима, а радници ће их купити као веверице”. Овде је реч бе́лок погрешно преведен (belok, руски генитив множине за белка (веверица)) за бело́к (протеина). Ове речи се разликују само у нагласку који обично није обележен у писаном руском и оба су хомографички схваћена као белок (Белок), у већини књига.